# راویان اخبار
راویان اخبار نام یک مجموعهٔ نمایشی تلویزیونی است که طی سال‌های ۱۳۶۷-۱۳۶۵ توسط گروهی از کارگردانان مشتمل بر «داریوش مؤدبیان»، «مرضیه برومند»، «حمید لبخنده»، «رضا بابک» و «هوشنگ توکلی» ساخته شد و از شبکه ۱  پخش گردید.

## خلاصه داستان
گزیده‌ای از حکایت‌های متون کهن پارسی، دستمایهٔ نمایش‌های این مجموعه تلویزیونی بود.
این مجموعه نمایشی، هفت قسمت داشت که عناوین آن عبارت بودند از:
- ۱۳۶۵ -  سه روایت (هوشنگ توکلی)
- ۱۳۶۵ -  راهزن (مرضیه برومند)
- ۱۳۶۶ - کله‌پوک‌ها (حمید لبخنده)
- ۱۳۶۶ -  مُفتَری (حمید لبخنده)
- ۱۳۶۶ - حکایت پُررنج حامل (رضا بابک)
- ۱۳۶۶ - مرد آخر (حمید لبخنده)
- ۱۳۶۷ - آوای دل [در ۲ بخش] (داریوش مؤدبیان)

## بازیگران و عوامل تولید

### بازیگران
- رضا بابک
- احمد آقالو
- فردوس کاویانی
- هوشنگ توکلی
- بهروز مسروری
- رضا فیاضی
- حسن دادشکر
- علی عمرانی
- حمید لبخنده
- رضا خندان
- ناصر هاشمی
- رؤیا افشار
- راضیه برومند
- تانیا جوهری
- الیزا جوهری
- هرمز هدایت
- محمد کدخدایی
- احمد نیک‌نژاد
- منیژه گلچین
- شهداد دخانی
- مهدی علی‌احمدی
- خسرو میثمی
- لقمان نظیری
- مرتضی بهشتیان
- شاپور پورامین

### عوامل تولید
- کارگردانان هنری: داریوش مؤدبیان، مرضیه برومند، حمید لبخنده، رضا بابک، هوشنگ توکلی
- کارگردان تلویزیونی: اسدالله ایمن
- نویسندگان: خسرو میثمی، مرضیه برومند، رضا بابک، حمید لبخنده
- تصویربرداران: زین‌الدین علامه، نسرین آشتیانی، حسن سرمدی، شامل تافته، رضا تقی‌نژاد، احمد قربانی
- موسیقی: انتخابی
- تهیه‌کننده: مهدی علی‌احمدی
- فرمت تصویر: ویدئویی
- تعداد قسمت‌ها: ۷ قسمت
- مدت زمان پخش: ۳۲۲ دقیقه
- محصول: گروه فرهنگ و ادب شبکه ۱
- سال تولید و پخش: ۱۳۶۷-۱۳۶۵